# Landgoed Groot Marienbosch

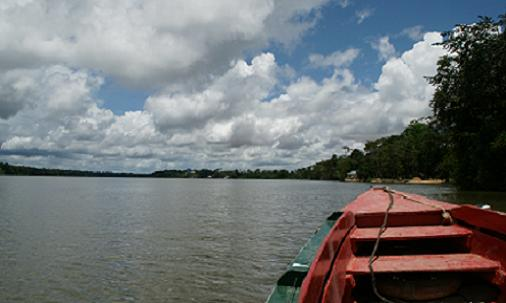

Landgoed Groot Mariënbosch is gelegen in het Surinaamse district Commewijne. 
De voormalige plantage Mariënbosch lag naast plantage Frederiksdorp.

## Chronologie van eigenaren

### 1747 - Isaac Godeffroy
Na het gereedkomen van fort Nieuw-Amsterdam in 1746 was de commewijnerivier volledig beschermd en werden de gronden aan de monding van de rivier ontgonnen. Op 8 september 1747 verkreeg Isaac Godeffroy uit Berlijn een grondwarrande uitgereikt om ".....erfelijk te moogen besitten 500 akkers land met een face van 30 kettingen aan de rivier geleegen aan de rivier van Commewine aan de linkerhand in 't opvaaren, sijn begin neemende aan de benede scheidlijn van 't land thans uitgegeeven aan Gerrit Clinkert ....."
Godeffroy noemde zijn bezit Marienbos. Hij verwierf in 1759 het eigendom van de naastliggende grond, groot 348 akkers, en annexeerde deze aan Marienbosch, zodat een gunstige plantagevorm ontstond met een riante breedte van 51 kettingen. Godeffroy was voorts eigenaar van de kleine plantage Berlijn aan de Boven-Commewijne. Deze plantage heeft hij genoemd naar zijn geboorteplaats : Berlijn in Brandenburg, Duitsland.
In 1752 was Marienbosch nog een bescheiden plantage, met 66 slaven. In 1774 was zij uitgegroeid tot een grote en rijke koffieplantage met 170 slaven boven de 12 jaar.
Isaac Godeffroy (1716-1779), telg van de Berlijnse koopmansfamilie Godeffroy, kwam samen met zijn broers Charles en Jacques naar Suriname. Hij arriveerde in 1731 met het schip “vrouwe Elisabeth” onder schipper Jan Slooper. Hij is in Suriname gehuwd 2 met Anna Maria Thomas (?-1768). Mogelijk is Marienbosch naar haar genoemd. In 1752 bewoonde het echtpaar een groot en luxe huis aan de Gravenstraat 18 te Paramaribo. Het huwelijk bleef kinderloos. Het liep ook niet goed, en werd in 1753 ontbonden. Het bezit werd getaxeerd en verdeeld. Anna-Maria Thomas bleef wonen in het huis aan de Gravenstraat, Isaac kreeg het volledige eigendom van Marienbosch.
Godeffroy was raadslid van het Hof van Politie en Criminele Justitie 3 ten tijde van het bestuur van gouverneur Mauricius, van 1742 t/m 1750. In 1766 reisde hij naar Europa met het schip “Hollandia” onder kapitein Speer. Hij werd vergezeld door zijn bediende, de “neger Frederik”. Waarschijnlijk was het een definitief afscheid van Suriname 4 ; Isaac bracht de rest van zijn leven rentenierend in Europa door. Hij overleed in 1779 te Parijs, en zijn overlijden werd in de kerk van Paramaribo bekendgemaakt: " .. 1779-juni 24 Debet Abraham Lemmers - Aan kerkegeregtigheid voor het bekentmaken van 't overleijden van wijlen den heer Jsaac Godefferij te Parijs op den 22 maart 1779 f7,10.." Zijn grote fortuin werd geërfd door de kinderen van zijn broers in Duitsland.

### 1757 – hypotheek
In 1757 was de plantage verhypothekeerd 5 bij het negociatiefonds van Willem Gideon Deutz te Amsterdam, dat later werd bestuurd door Jan en Theodoor Van Marselis. Omtrent het verloop en de aflossing van deze lening is nog niets achterhaald.

### 1793 – F. van der Scheer (almanak 1793)
Blijkens de Surinaamse almanak van 1793 was de plantage het eigendom van F. van der Scheer cs. De administrateur was J. F. Andree. Van der Scheer (of Schoor) bezat geen andere plantages. De directeur op de plantage was een zekere Druide.
Het is niet precies bekend wanneer de Dordtse koopman Frank van der Schoor (1731-1804) 6 het eigendom van plantage Marienbosch heeft verworven. Waarschijnlijk is de plantage na de dood van Isaac Godefroy verkocht door diens erfgenamen. Dat moet rond 1780 zijn geweest.
De koopman en reder Frank Van der Schoor vestigde te Dordrecht de handelsfirma “F. vand er Schoor & zn.”. Hij bekleedde ook bestuurlijke functies, en was Raad en Schepen van de stad Dordrecht. Voor zover bekend is hij nooit in Suriname geweest, en had ook geen speciale handelsbetrekking met die kolonie. Desondanks had hij – samen met zijn handelspartner Gerrit van Hoogstraten - de zakelijke durf om te investeren in Marienbosch. Hij heeft de aankoop (deels) via een negociatie bekostigd.
Frank van der Schoor trouwde op 28 december 1755 te Dordrecht met Petronella Backus uit Rotterdam. Hij woonde toen in de Prinsenstraat te Dordrecht, waar hij zijn gehele verdere leven is blijven wonen en op 23 juli 1804 ook overleden is. Uit het huwelijk werden vier kinderen geboren:
Leendert, gedoopt 25 maart 1760;
Matthijs gedoopt 23 april 1764;
Johanna gedoopt 7 oktober 1766 geh. Petrus Johannes Wendorp;
Pieter gedoopt 27 september 1768.
Aangezien Leendert en Mathijs in 1788 van hun tante erfden zullen de twee andere kinderen jong zijn overleden.
Frank van der Schoor was koopman, en heeft als reder diverse schepen in zijn bezit gehad die onder meer door de V.O.C. werden gehuurd, maar ook voor eigen rekening voeren. In 1788 was hij (mede-)eigenaar van ten minste vier Oost-Indiëvaarders : “Carel en Magdalena”, “Dordrecht”, “Eensgezitheit”, en “den Jongen Frank”. Een vijfde schip was de “Marienbos” “Welk schip thans geschikt is om een reis te doen naar West-Indiën”. Dit schip werd ingezet op Suriname. Mede-reders van de “Marienbos” waren Gerrit van Hoogstraten en Jacob Staats van Hoogstraten. Uit de database scheepsreizen (zie bij bronnen) blijkt, dat dit schip ten minste drie reizen naar Suriname heeft gemaakt, in 1786, 1788, en 1791. De naam van de kapitein is niet bekend. Ten slotte wordt er in 1788 nog een zesde schip genoemd, de slaafhaalder “vrouwe Elisabeth”, die eind 1788 uitvoer naar de kust van Guinea.

### 1796 – F. van der Schoor en zn. (almanak 1796)
In 1796 was de plantage 1025 akkers groot. A.Lemmers, J.F. Grunmuller en P.F. Roos voerden de administratie. De directeur op de plantage was C. Schwensen. In 1811 waren er 186 slaven en waren de administrateurs Laqbadie Rouleau e.a. 7. In 1813 waren er 185 slaven 8 . De productie bedroeg in 1810-1812 gemiddeld per jaar : 30.000 pond koffie, 30.000 pond cacao en 1.000 pond katoen. In 1814: 26.215 pond koffie, 32.170 pond cacao, en 2.260 pond katoen

### 1821 - G. van Hoogstraten en zn, F. van de Schoor en zn (almanak 1821)
De plantage was 1025 akkers groot, en produceerde koffie en cacao. C. Wagner was de plantage-directeur, en de administratie werd gevoerd door J. H. Menke, F. Taunay, en E. G. Veldwijk. De productiegegevens van 1821 zijn niet bekend, wel die van enige jaren later: In 1827 10 werd 67.630 pond koffie geproduceerd, en in 1830 11 82.685 pond koffie en 12.690 pond cacao.
De firma Gerrit van Hoogstraten en zoon uit Dordrecht was waarschijnlijk vanaf 1780 al mede-eigenaar van Marienbosch, samen met Frank van de Schoor. De twee firma’s werkten wel meer samen. Gerrit van Hoogstraten senior was, net als v.d. Schoor, een reder en een koopman. Onder leiding van zijn zoon Gerrit junior groeide het bedrijf in de 19e eeuw uit tot een rederij van enig formaat 12, met omstreeks 1840, 5 schepen. Aan het bedrijf was ook een touwslagerij verbonden. De firma werd in 1920 opgeheven.

### 1837 - G. van Hoogstraten en zn, F. van de Schoor en zn (almanak 1837)
De plantage was 1260 akkers groot, en produceerde koffie & cacao. De slavenbevolking omvatte 142 mensen.

### 1843 - G. Van Hoogstraten en Zn & F. v.d. Schoor en Zn (almanak 1843)
In 1843 was Marienbosch een koffie- en cacaoplantage met 122 slaven. H.A. Schultz was de plantagedirecteur. J. Zaal en M.J. Klaver voerden de administratie.

### 1853 - G. van Hoogstraaten en Zoon en Erven F. van der Schoor (v. Sijpesteyn 1854)
In 1853 staat Marienbosch te boek als een koffieplantage “waar nu ook suiker is geplant”. Die suiker was waarschijnlijk een experiment. Marienbosch had zelf geen verwerkingsinstallatie, maar kon leveren aan de Centraalfabriek te Buitenrust. In later jaren wordt er over de suiker niet meer gesproken. Op Marienbosch verbleven 2 vrijen, 52 mannelijke en 49 vrouwelijke slaven. De eigenaren waren G. van Hoogstraaten en Zoon en Erven F. van der Schoor. Als administrateurs traden op J.F. en H.G. Roux. De directeur op de plantage was J. Lesvie de Rochemont.

### 1863 – Emancipatie; G. Van Hoogstraaten[1]
Op Marienbosch verkregen 91 slaven te vrijhed. De “tegemoetkoming” bedroeg F 27.300,-. De eigenaren van de plantage waren het Huis van Negocie van Gerrit Hoogstraten en zoon te Dordrecht, en de familie Van der Schoor te Dordrecht. De eigenaren in detail :
- A Huis van Negotie Firma Gerrit van Hoogstraten en Zoon te Dordrecht ; deze firma is eigendom van: Fredrik Cornelis Deking Dura (commissaris van de Nederlandsche Handel Maatschappij en koopman, Dordrecht) voor 1/3 aandeel.
- B De rechten op het overig 2/3 deel waren in 1863 “onbepaald”. Om het eigendom te achterhalen onderzocht men de situatie in 1811 en toen waren de eigenaren Petronella Backers, wed. Frank van der Schoor; Leendert van der Schoor; Johanna van der Schoor, echtg. Petrus Johannes Wendorp. De rechten werden na onderzoek toegekend aan Johanna van der Schoor (meerderjarig, ongehuwd en zonder beroep, Dordrecht) voor 2/3 aandeel.

De 91 slaven kregen 20 familienamen, waaronder de bekende namen Caffe en Snip.

### 1880 - 1928 – contractarbeid; Cultuur Maatschappij Marienbosch.
Na de emancipatie werd met contractarbeiders het plantagebedrijf voortgezet. In totaal
arriveerden 269 brits-indische, en 242 javaanse arbeiders op de plantage. Op hun
arbeidskaarten staat de naam van hun werkgever:
- 1880 - 1902 H. N. Piepers
- 1907 - Alexander Fernandes
- 1908 - 1913 G. van Dien, beheerder
- 1918 - 1920 G. van Dien jr., beheerder der cultuurmij. Marienbosch
- 1925 - 1928 Alexander Fernandes, beheerder

### 1889 – G. Van Hoogstraaten en zn. (almanak 1889)
Van de 527 hectare waren er 92 in cultuur. S. Van Lierop en A.A. ter Laag waren de beheerders in Suriname. C. Bender was de gezagvoerder. De plantage produceerde cacao
(26 922 kg), en bananen (24 294 kg).

### 1900 – 1919 – koffie en cacao
In de jaren 1900-1919 produceerde de plantage koffie en cacao. De productiegegevens zijn via couranten en andere bronnen enigszins bekend:
Jaar / kg cacao / kg koffie / (bron)
- 1900 30.856 ?
- 1901 23.513 ? (De West, 1 febr.1902)
- 1913 8.200  ?
- 1914 10.900 ?
- 1915 14.500 ?
- 1916 22.000 ?
- 1917 23.300 ? (Rapport Suriname Studie Syndicaat 1919, p. 54)
- 1918 25.600 40.600
- 1919 15.400 29.700 (De Indische Mercuur, 1920, p. 505)

### 1933 – citrus[2]
“... De eerste verscheping Surinaamsche sinaasappelen is weder in ons land (d.w.z.: Nederland). Er kwamen 833 kisten aan, waarvan plantage Marienbosch de grootste hoeveelheid leverde, n.l. 80.000 stuks. De beste soort kwam van plantage “Guineesche vriendschap”. Bij de inpakking vonden een 100-tal menschen arbeid, zoodat hiermede nuttige werkverschaffing is bereikt. Men rekent nog een 2000 kisten te kunnen verzenden. Het gouvernement houdt de verscheping aan den gang, totdat de zaak rijp is op commercielen grondslag door particulieren te worden overgenomen. De vruchten zijn bijzonder goed, saprijk, en zoet...”

### 1969 - heden - familie Abdoelrahman
Cores Abdoelrahman en zijn vrouw en kinderen zijn eigenaar van de plantage. Het bezit is inmiddels in een stichting ondergebracht, in de hoop dat het gemakkelijker zal zijn om fondsen te werven voor de restauratie van de plantage. 
De gebouwen waren in 2002 behoorlijk verwaarloosd, maar de dammen en afwateringen in goede conditie. In 2004 werd op bescheiden schaal begonnen met de reparatie van het grote plantagehuis. In 2005 was dit voltooid. Het is geen echte restauratie, maar het huis kan weer een aantal jaren vooruit.

## Afbeeldingen

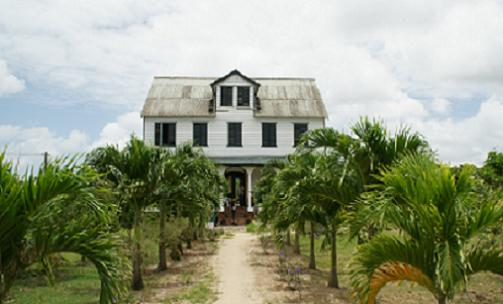
Plantagewoning
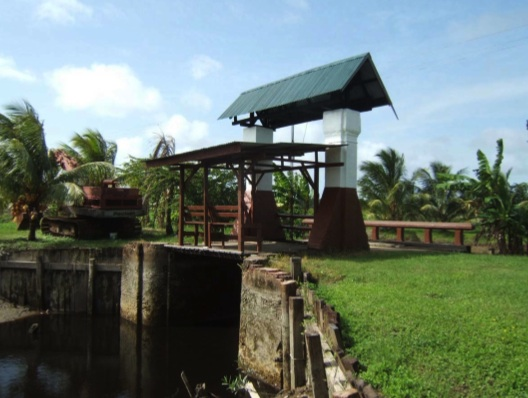
Sluis
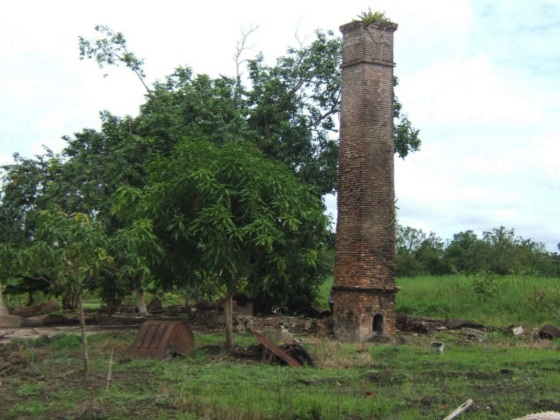
Cacaoloods

### Plantagewoning
De woning werd gebouwd in 1774, het jaartal is in baksteen gefigureerd in de betegelde stoep voor het huis. In die tijd was het een eenlaags woonhuis met een steile kap, en er was nog geen voorgalerij, alleen maar een overdekte porch ter plaatse van de entreedeur. De achtergalerij was in die tijd open, maar is thans dichtgezet. Deze galerij is gebouwd op een grote gewelfde waterbak. De gehele begane grond is gebouwd van zwaar vierkant hout, met ingeprofileerde randen. De verdieping is van jongere datum, mogelijk omstreeks 1850. Slechts de tussenwand naar de oostelijke slaapkamer dateert uit 1774. De verdieping is gebouwd met lichter vierkant hout, en mist de zorgvuldige detaillering van de begane grond.

### Sluis
De loossluis van de plantage lijkt een kopie van die van plantage Alkmaar aan de overzijde van de rivier. Deze plantage was ooit het eigendom van Charles Godeffroy, een broer van de eigenaar van Marienbosch. Misschien hebben de twee broers hun plantages gelijktijdig opgebouwd, en vaklieden uitgewisseld.

### Cacaoloods
Funderingsrestanten van een oude cacaoloods met verwarmde vloer en bakstenen schoorsteen.